# کوه کیکیزی
کوه کیکیزی (به لاتین: Mount Kikizi) یک کوه در بوروندی است. کوه کیکیزی ۲٬۱۴۵ متر بالاتر از سطح دریا واقع شده‌است.